# The Boxer (cançó)
The Boxer és una cançó enregistrada pel duo de música nord-americà Simon & Garfunkel del seu cinquè àlbum d'estudi, Bridge over Troubled Water (1970). Produït pel duo i Roy Halee, va ser llançat com a senzill principal de l'àlbum el 21 de març de 1969. La cançó, escrita per Paul Simon, és una balada folk rock que pren diverses formes en forma de lament en primera persona, així com un esbós en tercera persona d'un boxejador. Les lletres són en gran part autobiogràfiques i parcialment inspirades en la Bíblia i van ser escrites en un moment en què Simon sentia que estava sent injustament criticat. La lletra de la cançó tracta la pobresa i la solitud. És particularment conegut per la seva queixosa tornada, en què canten 'lie-la-lie', acompanyat d'un forta reverberació de la caixa.
"The Boxer" va ser la continuació d'un dels senzills més reeixits del duo, "Mrs. Robinson". Va assolir el número 7 del Billboard Hot 100. Va tenir un bon rendiment internacional, ocupant el Top 10 de nou països, assolint els màxims nivells als Països Baixos, Àustria, Sud-àfrica i el Canadà. Rolling Stone va classificar la cançó al núm. 106 de la seva llista de les 500 cançons més grans de tots els temps.

## Creació i gravació
La gravació original de la cançó és un dels que va tenir una part més important de producció del duo, i va trigar més de 100 hores a gravar-se. La gravació es va realitzar a diversos llocs, incloent St. Paul's Chapel (Universitat de Colúmbia) a la ciutat de Nova York i els estudis Columbia a Nashville.
La versió llançada originalment pel duo presenta una melodia instrumental tocada a l'uníson amb la guitarra d'acer a pedals interpretada per Curly Chalker i trompeta piccolo. La cançó també compta amb una harmònica de baix, interpretada per Charlie McCoy, escoltada durant la segona i última estrofa.
La cançó tenia només un sol bateria i tocava durant la tornada 'lie-la-lie'. El bateria de la sessió Hal Blaine va crear l'enorme so del tambor amb l’ajuda del productor Roy Halee, que va trobar un lloc per a la bateria davant d’un ascensor a les oficines de Columbia. La gravació del tambor es va gravar mentre els músics tocaven en directe. Blaine va bater les bateries al final de la veu de "Lie la lie" que sentia pels auriculars i, en un moment, un ancià guarda de seguretat va tenir una gran sorpresa quan va sortir de l'ascensor i es va espantat pels poderoso tambors de Blaine. Hal Blaine va explicar el procés de gravació: "Allà vam estar amb tots aquests cables de micròfon, la meva bateria i un conjunt d'auriculars", va dir Blaine. "Quan el cor es va acostar, a "lie-la-lie", Roy em va fer baixar al tambor tan fort com vaig poder. Al passadís, just al costat d'aquest eix de l'ascensor obert, sonava com un tret de canó. Que era el tipus de so que estàvem buscant".

## Lletra
La lírica de la cançó pren la forma d’un lament en primera persona, ja que el cantant descriu les seves lluites per vèncer la solitud i la pobresa a la ciutat de Nova York. L’últim vers es converteix en un esbós en tercera persona d’un boxejador, que malgrat que “porta els recordatoris de tots els guants que el posaven o el tallaven fins que cridà”, “marxo, marxo” - "però", continuen les lletres, "el lluitador segueix sent".
El cor consisteix en repeticions de "lie-la-lie" que no té significat lèxic. Simon va afirmar que originalment només el va posar com a marcador de posició, però va formar part de la cançó acabada.
 No tenia paraules! Aleshores la gent va dir que volia dir “mentida” (lie), però no era el que significava realment. Això era mentida. Però, no és un fracàs de la composició de la cançó, perquè a la gent li agrada i hi donen prou significat, i la resta de la cançó té prou poder i emoció, suposo, perquè funcioni, així que va bé. Però per a mi, cada vegada que canto aquesta part ... [suaument], em fa una mica de vergonya.
 De vegades, s'ha suggerit que les paraules representen un "atac sostingut a Bob Dylan". Sota aquesta interpretació, Dylan és identificat per la seva experiència com a boxeador amateur, i el cor "lie-la-lie" representa al·legacions de Dylan mentint sobre les seves intencions musicals. El biògraf Marc Eliot va escriure a Paul Simon: "A Life", "A la vista posterior, això sembla absolutament sense sentit".

Bob Dylan al seu torn va fer una versió de la cançó al seu àlbum Autorretrat, substituint la paraula "glove" (guant) per "blow" (cop). El mateix Paul Simon ha suggerit que les lletres són en gran manera autobiogràfiques, escrites en un moment en què sentia que estava sent criticat injustament: 
 Crec que estava llegint la Bíblia en aquell moment. D’aquí penso que provenen frases com ara “el salari dels treballadors” i “buscar els quarts més pobres”. Això era bíblic. Crec que la cançó tractava de mi: tothom em colpeja i us estic dient que me n’aniré si no pareu. 
 Va ser durant la gravació de "The Boxer" quan Art Garfunkel va conèixer la seva futura esposa, Linda Grossman. Segons va recordar:
| « | (anglès) I invited Linda to the studio that night… we were working on "The Boxer." She was reluctant, but she thought she'd try it. She came, sat over the engineering console, with her chin on her wrist, staring at me, Paul and Roy for four hours. She was going to know everything. I was impressed and flattered. I like people who third-degree me, who stare at me, I feel they're interested. And we went out afterwards, and I was very charmed and we dated a lot. It took us about three years though before I had the courage to ask her to marry me. | (català) Vaig convidar a Linda a l'estudi aquella nit ... estàvem treballant en "The Boxer". Ella es va mostrar reticent, però va pensar que ho intentaria. Va venir, es va asseure a la consola d’enginyeria, amb la barbeta al canell, mirant-me a mi, Paul i Roy durant quatre hores. Ho anava a saber tot. Vaig quedar impressionat i afalagat. M'agrada la gent que em fa un tercer grau, que em mira, sento que està interessada. I després vam sortir, i vaig quedar molt encantat i vam sortir molt. Ens va costar uns tres anys abans de tenir el coratge de demanar-li que es casés amb mi. | » |

Durant un concert de la ciutat de Nova York a l'octubre de 2010, Paul Simon va deixar de cantar a mig camí de "The Boxer" per explicar la història d'una dona que el va detenir al carrer per dir-li que modifica la cançó quan la canta al seu fill petit. Simon va dir a l'audiència que va treure les paraules "the whores" (les putes) i va canviar la cançó per dir: "I get no offers, just a come-on from toy stores on Seventh Avenue. (No tinc ofertes, només una de les botigues de joguines de la Setena Avinguda). Simon va comentar amb rialla que sentia que era "una línia millor".
El 3 de juny de 2016, en el seu concert a Berkeley, Califòrnia, Paul Simon va tornar a deixar de cantar una part durant "The Boxer", aquesta vegada per anunciar en una frase una notícia innovadora: "Sento dir-vos-ho d'aquesta manera, però Muhammad Ali ha mort." Després va acabar la cançó amb l'últim vers modificat com: "In the clearing stands a boxer and a fighter by his trade…" (A la clariana hi ha un boxejador i un lluitador pel seu ofici...)

### Vers addicional
"The Boxer" es va escriure originalment amb un vers no present a la versió de Bridge over Troubled Water : 
Aquest vers va ser interpretat per Simon & Garfunkel en gira el novembre de 1969 (aquesta versió de la cançó s’inclou a l’àlbum Live 1969), i a vegades per Simon en solitari després de la ruptura del duo (al seu àlbum Live Rhymin ’ i a Late Night with David Letterman el 1987). El duo també va afegir el vers el Saturday Night Live el 1975 i quan es van reunir per a The Concert in Central Park el 1981. Simon, el 30 de març de 2020, va publicar una versió a YouTube dedicada als companys de Nova York durant la pandèmia de Coronavirus, incloent aquest vers.

## Gràfics
| Llista                          | Millor posició |
| ------------------------------- | -------------- |
| Alemanya Federal                | 19             |
| Austràlia                       | 8              |
| Àustria                         | 9              |
| Canadà                          | 3              |
| Espanya                         | 10             |
| Estats Unis (Billboard Hot 100) | 7              |
| Estats Unis Cash Box Top 100    | 4              |
| França (SNEP)                   | 57             |
| Irlanda (Irish Singles Chart)   | 7              |
| Noruega                         | 9              |
| Nova Zelanda                    | 9              |
| Sud Àfrica (Springbok Radio)    | 3              |
| Països Baixos                   | 2              |
| Regne Unit (UK Singles Chart)   | 6              |
| Suècia (Sverigetopplistan)      | 5              |
| Zimbàbue                        | 13             |

| Llista (1969)                     | Posició |
| --------------------------------- | ------- |
| Canadà                            | 70      |
| US (Joel Whitburn's Pop Annual)   | 79      |
| US Adult Contemporary (Billboard) | 42      |
| US Cash Box                       | 85      |

## Versions posteriors
Les versions de portada de la cançó han estat enregistrades per Me First and the Gimme Gimmes, Bob Dylan, Neil Diamond, Emmylou Harris, The Samples, Paula Fernandes, Tommy Fleming, Hell Or Highwater, The Celtic Tenors, Bruce Hornsby, Cake i Jonne Järvelä; La versió de Harris va aconseguir entrar entre els quinze primers llocs als gràfics del país nord-americà al juny de 1980. Joan Baez també ha convertit la cançó en un element bàsic de les seves actuacions de concerts en viu, des de finals dels anys 70 fins a l'actualitat, inclosa una vegada a Itàlia amb el cantautor italià Francesco De Gregori, que també va cantar aquesta cançó durant els seus concerts; Baez va interpretar la cançó amb Paul Simon i Richard Thompson en el seu 75è Concert d'aniversari al Beacon Theatre de Nova York el gener del 2016. El disc Babel de Mumford and Sons, 2012, inclou una versió de la cançó, que compta amb Jerry Douglas i el mateix Simon. Waylon Jennings també va gravar una versió d'aquesta cançó al seu àlbum de 1996 Right for the Time.
Simon va cantar la cançó per obrir Saturday Night Live el 29 de setembre del 2001, el primer programa en directe després dels atemptats de l'11 de setembre del 2001 a Nova York i Washington, DC.
El 2007, Simon va ser guardonat amb el premi Gershwin inaugural per la Biblioteca del Congrés on "The Boxer" va ser interpretat en directe per Jerry Douglas, Shawn Colvin i Alison Krauss. També el 2007, l'artista de música country Deana Carter va llançar una versió de la cançó al seu sisè àlbum d'estudi, The Chain, que va ser gravat com a duet amb Harper Simon. El 2008, Bluecoats Drum and Bugle Corps van interpretar "The Boxer" com a balada per al Drum Corps International. El 2018, Jess & Matt van versionar la cançó al seu disc, Songs from the Village.